# ウグイスの糞
ウグイスの糞（うぐいすのふん）は、ウグイスの糞を乾燥させて粉にしたもので、小皺が取れたり肌のキメが細かくなる・肌のくすみが取れて色白になるとして、日本で古来より美顔洗顔料やにきび治療薬として、また、着物の染み抜きに利用されてきた。「うぐいすの糞」と表記すると、物質の実情を知らない者が「糞」のイメージから衛生的不快感を持つなどの誤解が生じやすいため「うぐいすの粉」などの名称で販売されている。「ゲイシャ・フェイシャル」（芸者の美顔）の名称で欧米でも提供されるようになっている。

## 歴史
ウグイスの糞の利用は、平安時代に朝鮮から日本にもたらされたものである。朝鮮では、生地の染料を落とすのにウグイスの糞を使い、衣服に複雑なデザインを施すことができた。日本では、絹織物の汚れを落とすためにウグイスの糞を使用していた。江戸時代には、美容にも利用されるようになった。ただし、3世紀には日本の女性が糠袋やウグイスの糞を美白に使用していたとする資料もある。芸者や歌舞伎役者は、亜鉛や鉛を含んだ白粉を使用していたが、これが皮膚病の原因になったと考えられている。この化粧を徹底的に落とし、美白や肌色のバランスを整えるためにウグイスの糞が使用されていた。また、僧侶はウグイスの糞を使って頭皮を磨いていた。
現代になって初めてウグイスの糞の使用について書かれたのは、1933年に出版された谷崎潤一郎による明治時代を舞台にした小説『春琴抄』である。
現在、東京都内で政府の承認を受けたウグイスの糞を販売しているのは、創業200年の老舗化粧品店である浅草の百助化粧品店のみである。

## 利用
ウグイスの糞は、水で溶いてペースト状にして使用する。角質除去のために米ぬかを加えることもある。ペーストを顔面に塗って数分間揉み込んだ後、洗い流す。米ぬかにより、わずかな麝香の香りを中和することができる。
ニューヨークのあるスパでは、1時間180ドルでゲイシャ・フェイシャルを提供している。

## 製法

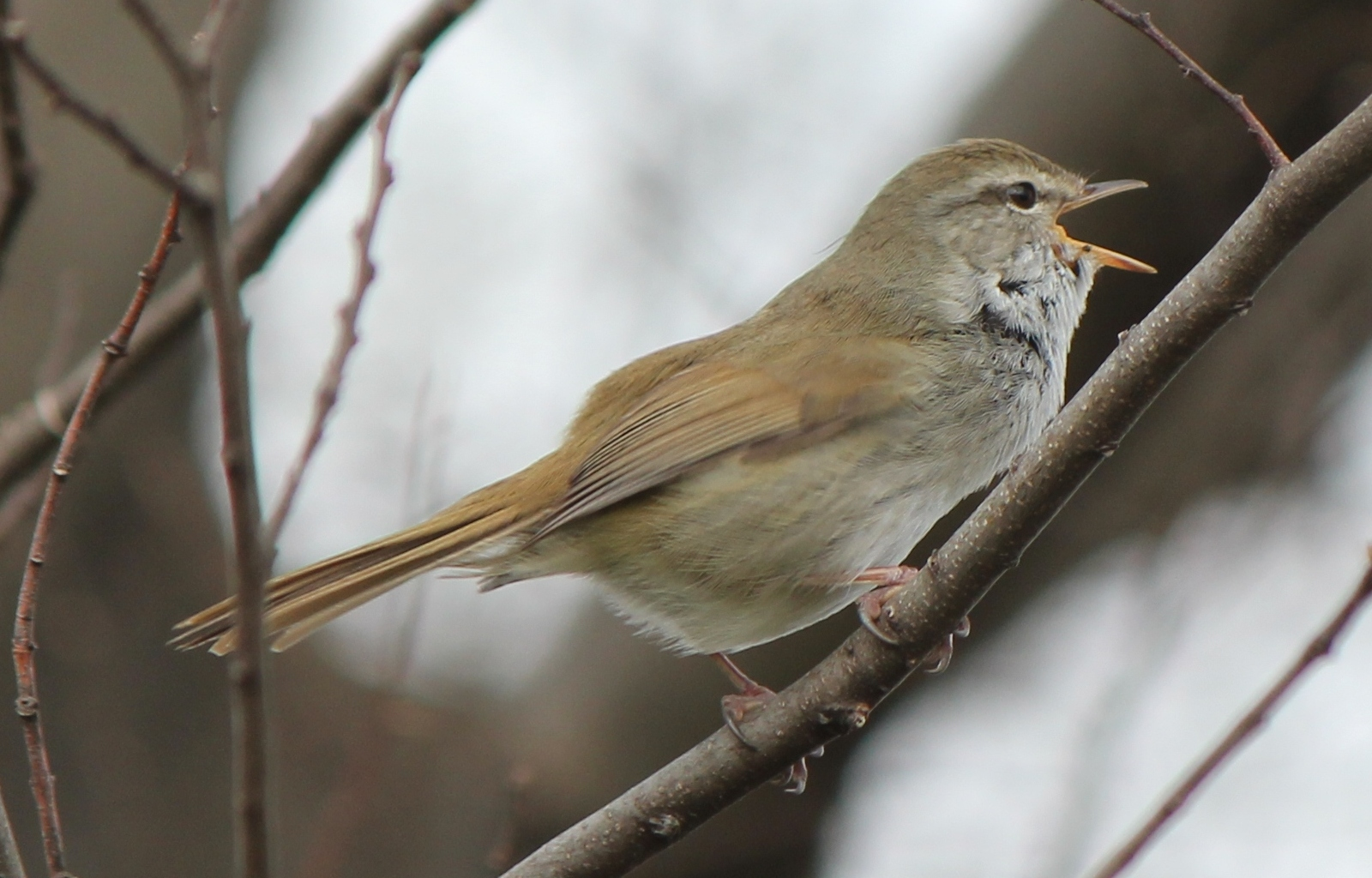
ウグイス

ウグイスの糞は、飼育されたウグイスの糞を集めて製造される。野生のウグイスは昆虫や木の実を食べるが、飼育するウグイスには植物の種が与えられる。ケージの中の糞を集め、紫外線を当てて殺菌する。糞は通常、脱水機で乾燥させる。紫外線による殺菌を兼ねて、2週間以上天日乾燥させるものもある。これを細かく砕いて白色の粉末にする。糞を陶器製の球に入れて18時間回転させて粉末にする。
なお、ウグイスは大量飼育が難しく、得られる糞も少量であることから、市販の「ウグイスの糞」と称する商品は、ほとんどが別科ガビチョウ科のソウシチョウを飼育し得られた糞を原料に使用している。

## 機序
ウグイスの糞の洗顔の機序は、完全には解明されていない。
ウグイスの糞は尿素とグアニンを高濃度に含んでいる。鳥は「総排出腔」という同一の開口部から糞・尿ともに排泄するため、鳥の糞には尿の成分である高濃度の尿素も含まれている。尿素は、肌の保水成分として化粧品にも使われている。グアニンは、魚類の銀白色部位を構成する主要成分であり、肌に遊色効果を与えると考えられている。ウグイスは腸が短いため、糞にはタンパク質、脂肪分解酵素のほか、皮脂や頭垢（フケ）に作用して肌を白くし、シミを消す美白酵素が含まれていると言われている。
多くの情報源で「グアニンというアミノ酸」が化粧品としての効果を与えているとしているが、グアニンはアミノ酸ではなくヌクレオチドである。
また、リゾチームなどの加水分解酵素が豊富に含まれるため、脱色作用もある。

## 大衆文化において
長年ニキビに悩まされてきたヴィクトリア・ベッカムは、肌の改善のためにウグイスの糞を使用していた。ビクトリア・ベッカムが日本人女性の肌の透明感に憧れ、そこからウグイスの糞を知ったとされている。
アーサー・ゴールデンの1997年の小説『さゆり』では、主人公の千代は先輩芸妓からのいじめに対する仕返しとして、ウグイスの糞にハトの糞を混ぜている。
童話『白雪姫』を題材にした2012年の映画『白雪姫と鏡の女王』では、ジュリア・ロバーツ演じる邪悪な女王が、王子を口説くために過激な美容治療を受けるが、その治療の最初に、女王の顔に鳥の糞を塗っている。